# La Sotonera
La Sotonera (aragónul A Sotonera) település Spanyolországban, Huesca tartományban. La Sotonera Almudévar, Alerre, Banastás, Lupiñén-Ortilla, Loscorrales, Loarre, Las Peñas de Riglos, Arguis, Nueno, Chimillas és Huesca községekkel határos. Lakosainak száma 903 fő (2024).

## Népesség
A település népessége az utóbbi években az alábbiak szerint változott:
| Lakosok száma | 1114 | 1073 | 1053 | 1075 | 1042 | 1013 | 932  | 872  | 919  | 903  |
|               | 2001 | 2004 | 2007 | 2009 | 2012 | 2014 | 2017 | 2019 | 2022 | 2024 |